# Ciemność na szczycie schodów
Ciemność na szczycie schodów (ang. The Dark at the Top of the Stairs ) – amerykański film z 1960 roku w reżyserii Delberta Manna.

## Obsada
- Robert Preston jako Rubin Flood
- Dorothy McGuire jako Cora Flood
- Eve Arden jako Lottie Lacey
- Angela Lansbury jako Mavis Pruitt
- Shirley Knight jako Reenie Flood
- Lee Kinsolving jako Sammy Golden
- Frank Overton jako Morris Lacey
- Robert Eyer jako Sonny Flood
- Penney Parker jako Flirt Conroy

## Nagrody i nominacje
| Nazwa nagrody | Wygrane            | Nominacje |
| Oscar         | 1961 bez rezultatu | 1961 Najlepsza aktorka drugoplanowa Shirley Knight                                                                                               |
| Złoty Glob    | 1961 bez rezultatu | 1961 Najlepszy aktor drugoplanowy Lee Kinsolving Najlepsza aktorka drugoplanowa Shirley Knight Najlepsza debiutująca aktorka roku Shirley Knight |
| DGA           | 1961 bez rezultatu | 1961 Najlepsze osiągnięcie reżyserskie w filmie fabularnym Delbert Mann                                                                          |